# Peter Richter (Psychologe)
Peter Richter (* 1943) ist ein deutscher Psychologe.

## Leben
Von 1962 bis 1967 studierte Richter Psychologie an der TU Dresden (Diplom 1967). Nach der Promotion 1973 zum Dr. rer. nat. an der TU Dresden war er von 1975 bis 1982 wissenschaftlicher Oberassistent am WB Psychologie der Sektion Arbeitswissenschaften der TU Dresden. Nach der Habilitation 1981 an der TU Dresden war er von 1993 bis 2007 C4-Professor für Arbeits- und Organisationspsychologie an der TU Dresden. 2007 erfolgte die Emeritierung.
Peter Richter sortierte auch mit  seiner älteren Schwester, der Fotografin Evelyn  Richter Nachlass-Archiv und Exponate. 